# 보프 하우츠바르트

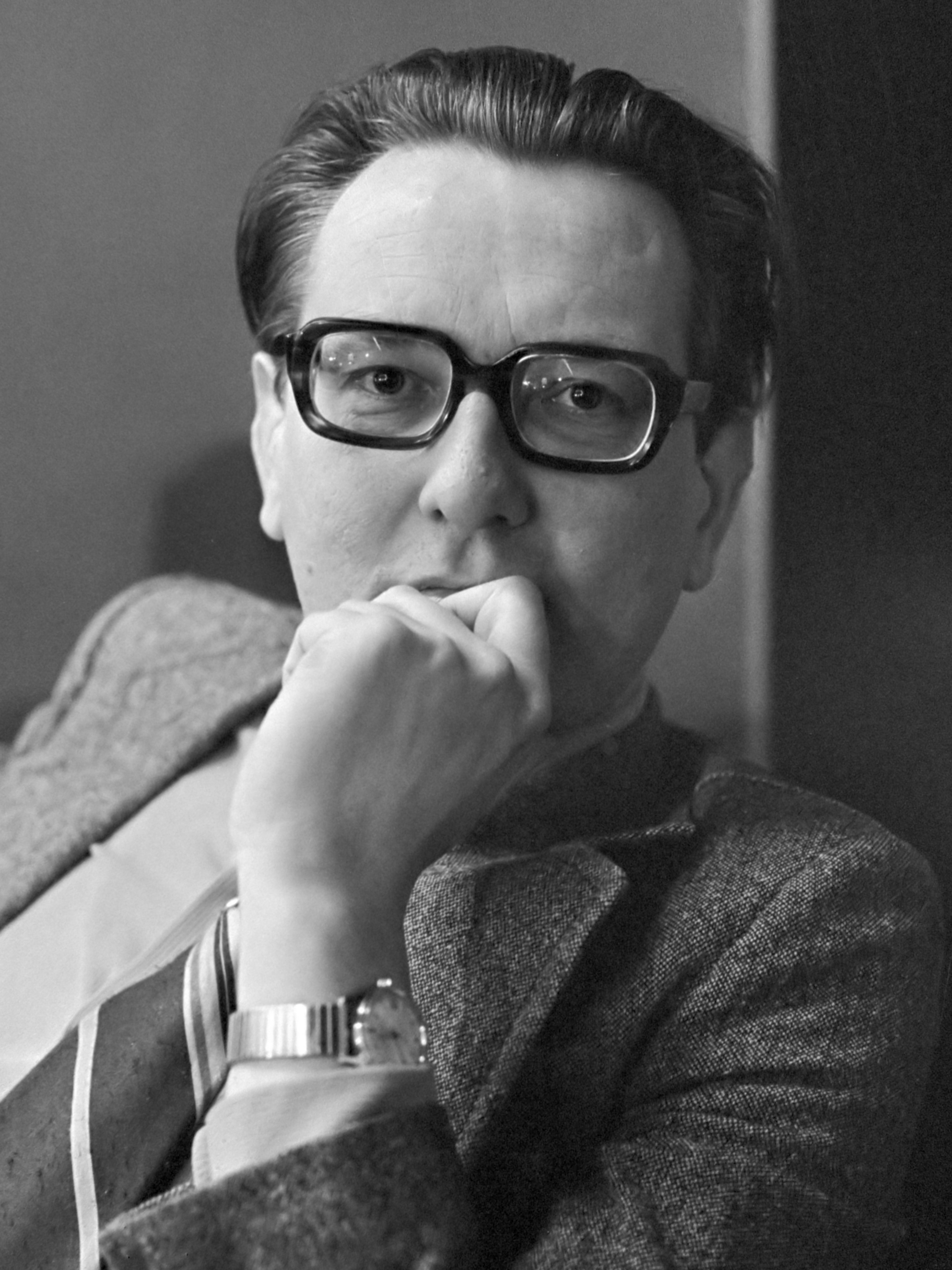

보프 하우츠바르트(네덜란드어: Bob Goudzwaard, 1934년 3월 4일 ~ )는 네덜란드의 암스테르담 자유대학교의 명예교수이다. ARP(Anti-Revolutionary Party), CDA, 그리고 EVP과 같은 정당활동에서 기독교 사회 운동에 중요한 공헌을 하였다.
그는 1959년부터 1965년까지 ARP ( Anti-Revolutionary Party )의 과학 연구소 직원이었다. 1967년까지 그는 Lower House에서 ARP 정당을 지지했다. 1967년부터 1971년까지 그는 의회 의원이었다.

## 수상
- 네덜란드 라이온의 기사 (1992)